# Дю Бартас, Гийом
Гийом де Салюст, сеньор дю Барта́с (фр. Guillaume de Saluste, seigneur du Bartas; 1544, Монфор, близ Оша — 28 августа 1590, Мовезен) — французский религиозный поэт XVI века, гугенот.

## Биография
Дю Бартас был родом из семьи зажиточных купцов, анноблированной в 1565 году. С детства его приучали к воинскому делу. По свидетельству знавшего его историка Де Ту, Гийом — уроженец Гаскони — говорил на французском языке недостаточно чисто.

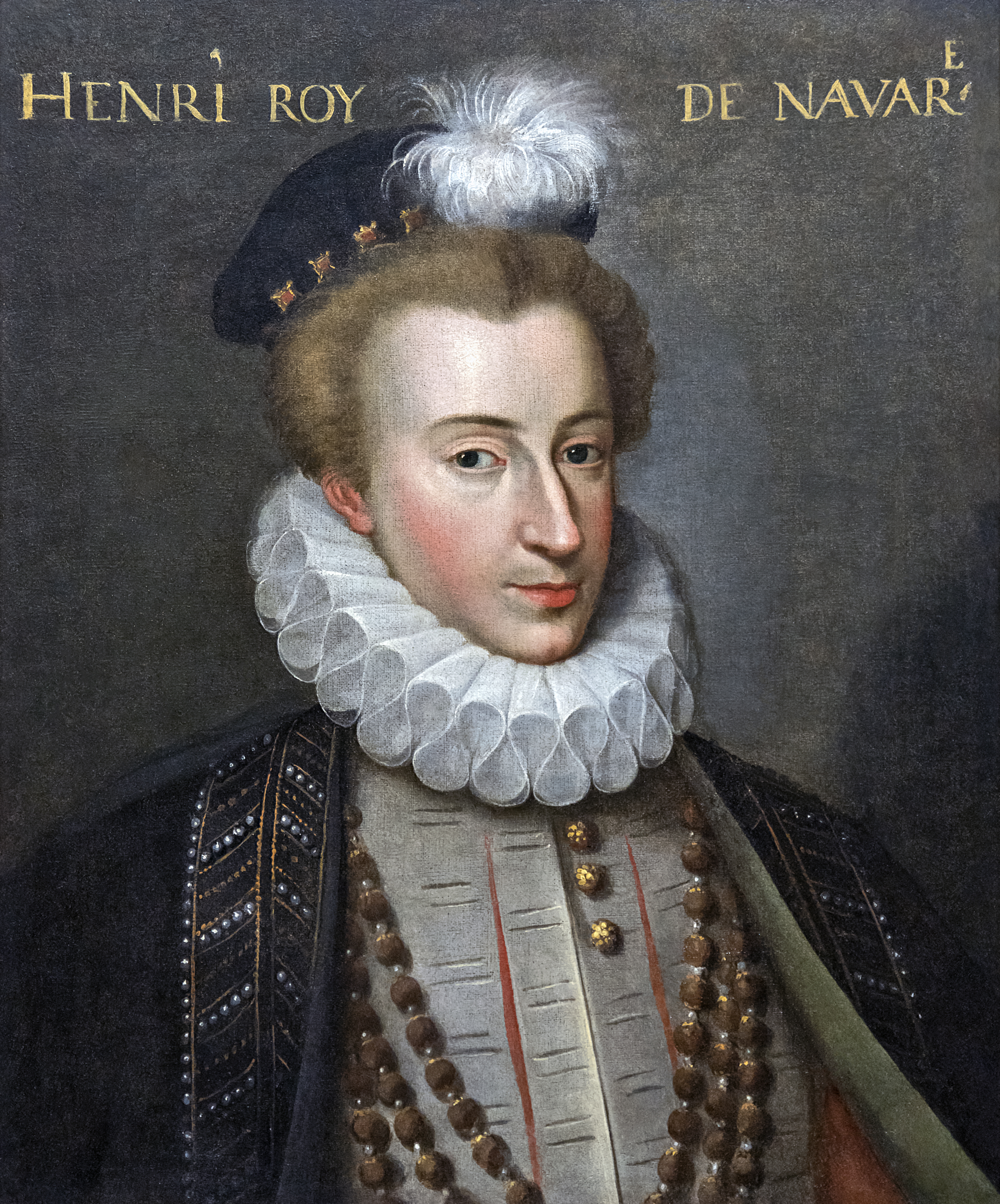
Портрет Генриха III Наваррского, будущего короля Франции Генриха IV. Около 1575.

Изучал право в Тулузе, в 1567 получил степень доктора права. В 1565 победил на городском поэтическом конкурсе. В 1571 приобрел в своем родном городе должность судьи, однако практически почти не занимался судебной практикой. Посещал Наваррский двор в Нераке, куда после Варфоломеевской ночи пришлось бежать Генриху Наваррскому. Агриппа Д'Обинье сообщает в своих письмах ряд подробностей, связанных с пребыванием Дю Бартаса в Нераке и его амбициях как поэта.
С 1576 придворный Генриха Наваррского; в 1585 назначен королевским камергером. Выполнил ряд дипломатических миссий; в 1587 возглавляет посольство в Британию, цель миссии — устроить брак Якова VI Шотландского (будущего Якова I Стюарта) с сестрой Генриха Екатериной де Бурбон. Миссия завершается неудачей, однако в Шотландии поэта осыпают дарами и почестями, а Яков VI даже перевёл фрагмент одного из сочинений Дю Бартаса на английский язык. После убийства Генриха III Дю Бартас отошёл от общественной жизни. В последние четыре года жизни он тяжело болел — завещание было им составлено ещё в 1587.

## Творчество

Битва при Лепанто (1571) — сюжет сочинённого будущим английским королём Яковом I стихотворения; Дю Бартас перевёл его на французский язык в знак любезности за оказанный ему в Шотландии тёплый приём.

При жизни Дю Бартас пользовался даже большой славой, чем Ронсар (к вящему неудовольствию последнего). С 1574 и до 1590 года было опубликовано более семидесяти изданий произведений Бартаса. По заказу  Жанны д'Альбре он сочинил эпическую поэму «Юдифь» (La Judit). Поэма вышла уже после смерти королевы в составе опубликованного в 1574 сборника произведений Дю Бартаса под названием «Христианская Муза» (La Muse Chrestienne), куда были помещены также поэмы «Урания» (Uranie) и «Триумф Веры» (Le Triomphe de la Foi). В 1578 Дю Бартас откликнулся в стихах на прибытие в Нерак Екатерины Медичи; в том же году написал трёхъязычную поэму в форме аллегорического диалога «Прием королевы Наваррской» (Accueil de la Reine de Navarre), где латинская, французская и гасконская нимфы воспевают молодую принцессу — Маргариту Валуа. Автор поэм «Гимна миру» (Hymne de la paix) и «Сонеты девяти пиренейских муз» (Sonnets des neuf Muses Pyrenees, обе — 1582), а также «Песни об Иври» (Cantique d'Ivry, 1590), посвященной победе Генриха IV над войсками Лиги в битве при Иври.

### Две «Седмицы»
Самое знаменитое сочинение Дю Бартаса — поэма «Седмица» (или «Неделя», фр. La Sepmaine) — впервые вышло в Париже в 1578 году; в том же году в Турине было напечатано «пиратское» издание, что свидетельствует об успехе книги. Рукопись поэмы высоко оценил Агриппа Д'Обинье. Поэма включает в себя семь песней, воссоздающих семь дней творения, от первого дня (сотворение света и тьмы) до седьмого, когда Господь освятил всё сущее. Дю Бартас следует здесь за традицией шестодневов (Св. Василий Великий) и в то же время развивает уроки Пьера Ронсара («Гимны») и Мориса Сэва («Микрокосм»). 
«Веруя в своё особое предназначение, Дю Бартас стремится, в подражание древним христианским авторам, прославить все труды и создания Творца: небесные тела, стихии, животных, растения, минералы и человека, чьё тело, замкнутый микрокосм, содержит качественные аналогии почти всем предметам макрокосма».

Поэма заключает в себе обширную эрудитскую информацию по различным отраслям знания, включая медицину, зоологию, математику, музыку и астрономию. Излагая воззрения Николая Коперника, Дю Бартас возражает польскому астроному, не прибегая при этом к богословской аргументации. Как указывают современные исследователи, «в этой поэме гелиоцентрическая гипотеза Н. Коперника опровергается именно на основании физики Аристотеля. Аналогично Дю Бартасу опровергал Коперника и один из авторитетных в то время французских философов Жан Бодэн». В поэме — особенно в дне седьмом — неоднократно звучит уподобление Творца Художнику, а сотворённого им универсума живописному полотну; этот мотив представляет собой маньеристическое преломление эстетики Ренессанса.
Вторая «Седмица» (La Seconde sepmaine ou Enfance du Monde) должна была содержать рассказ о дальнейшей судьбе мироздания, однако смерть помешала поэту довести этот замысел до конца (в 1584 году было опубликовано две песни — вторая седмица доведена до четвертого дня). Здесь затронуты такие события Священного Писания, как изгнание из Рая, Ноев ковчег и Вавилонское столпотворение, причём в связи с последним Дю Бартас рассуждает об итальянской словесности (особо выделяя Петрарку, Боккаччо, Ариосто и Тассо) и французской (здесь отдельной строкой упомянуты Ронсар, Маро, Блез де Виженер, Жак Амио и Дюплесси-Морне).
В конце 1584 года Дю Бартас выпустил «Краткое предуведомление... касательно Первой и Второй Седмиц» (Brief Advertissement... sur sa Premiere et Seconde Sepmaine), где возразил своим реальным и потенциальным оппонентам и аргументировал выбор темы, а также обосновал стилистическую и лингвистическую оригинальность поэмы.

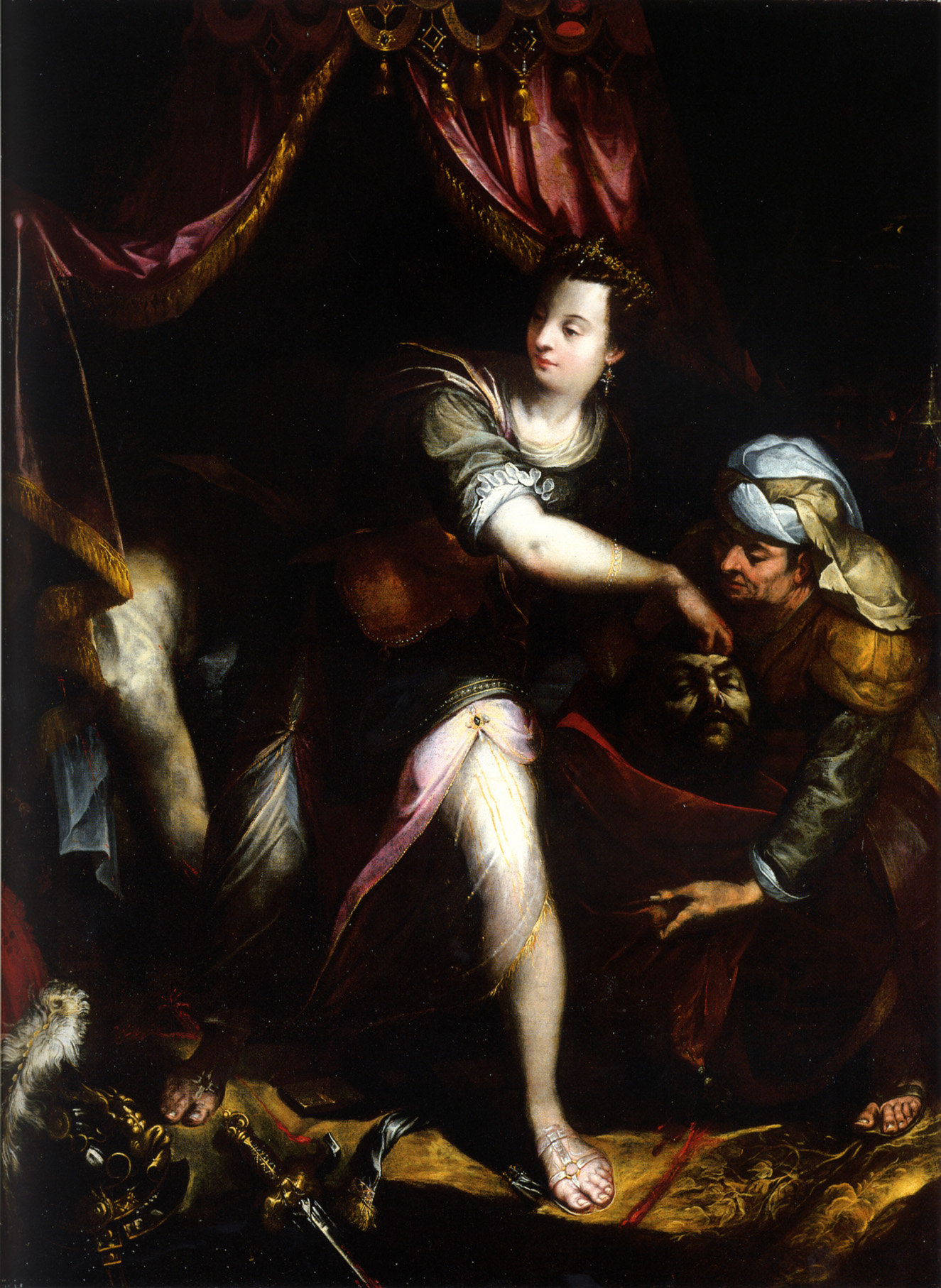
Лавиния Фонтана. Юдифь и Олоферн. Около 1595. В своей поэме «Юдифь» Дю Бартас достаточно близко следует за «Книгой Юдифи».

#### Издательский успех
«Седмица» снискала колоссальный успех у европейских издателей, во многом благодаря усилиям протестантов. Хотя, как подчёркивал Сент-Бёв, в «Седмице» «нет ничего специфически кальвинистского», именно последователи женевского реформата активно пропагандировали её в Европе. Книга была переведена на английский, немецкий, нидерландский, итальянский, испанский, польский языки; кроме того, было выпущено три различных латинских версии. 
Были изданы также апокрифические продолжения поэмы (в 1591, 1593 и 1603 годах). Наконец, известно два обстоятельных комментария к «Седмице», один из которых был подготовлен гуманистом-католиком Панталеоном Тевененом, а другой — богословом-протестантом  Симоном Гуларом; оба комментария неоднократно дорабатывались их авторами, причём в первом очень ощутимо стремление трактовать текст поэмы как аргумент в религиозной полемике.

#### Стиль поэмы
Многие стилистические особенности «Седмицы» свидетельствуют о том, что поэма представляет собой переходное явление от маньеризма к барокко: 
склонность к гипертрофированной образности и эмфазе, к неожиданному сочетанию возвышенного слога и обыденных оборотов, пышная метафористичность, основанная нередко на причудливом сближении далеких друг от друга явлений, тяготение к антитетическим оборотам как к средству передачи парадоксальных и иррациональных аспектов действительности, тщательная оркестровка стиха, расцвеченного диковинными, но звонкими именами, изобилующего богатыми рифмами, своеобразными, иногда напоминающими стихотворные ухищрения "великих риториков" приемами звукописи.

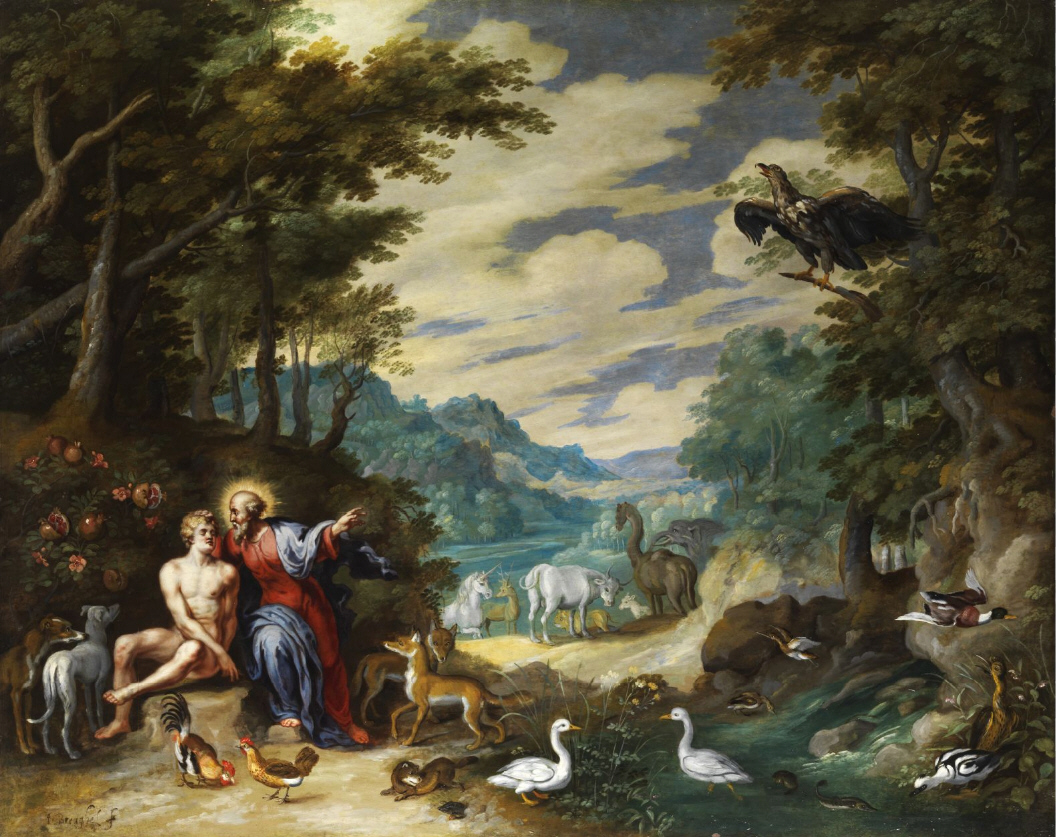
Ян Брейгель-младший. Сотворение Адама.

Среди неожиданных и даже парадоксальных образов поэмы — сравнение впервые попавшего в Рай Адама с внезапно оказавшимся в Париже пастухом-провинциалом, доселе не видавшим в своей жизни ничего, кроме скота, виноградной лозы и рощ (первый день «Второй Седмицы»).

#### Влияние поэмы
«Седмица» оказала значительное влияние на поэзию барокко, в том числе на французов Сент-Амана и Бероальда де Вервиля, нидерландского поэта Вондела, итальянца Марино и первую американскую поэтессу Анну Брэдстрит. Однако к середине XVII века слава Дю Бартаса у себя на родине полностью сходит на нет. Полтора века спустя, когда французы практически игнорировали творчество автора «Седмицы», книгу высоко оценил Гёте, в комментарии к осуществлённому им переводу повести Дидро «Племянник Рамо» так упрекавший французов за забвение своего великого поэта:
Все достоинства его поэзии не смогли уберечь его от непостоянства вкуса и неумолимого влияния времени. Вот уж многие годы его не читают более во Франции, а если иной раз и произнесут его имя, так разве что издевки ради. Так вот, сей нежеланный и презираемый соотечественниками автор, впавший у себя на родине в полное забвение, сохраняет в Германии прежнюю свою славу; мы, как встарь, почитаем его, неизменно восхищаемся им, а многие из критиков наших присвоили ему званье короля французских поэтов.

#### Дю Бартас и Мильтон
Влияние Дю Бартаса прослеживается в самом знаменитом сочинении Джона Мильтона, поэме «Потерянный рай». Мильтон читал английский перевод поэмы, выполненный Джосуа Сильвестром; общность прослеживается на уровне философских идей (неоплатонизм), отдельных образов и мотивов, а также мистической нумерологии. Правда, некоторые исследователи считают воздействие французского поэта на Мильтона незначительным.

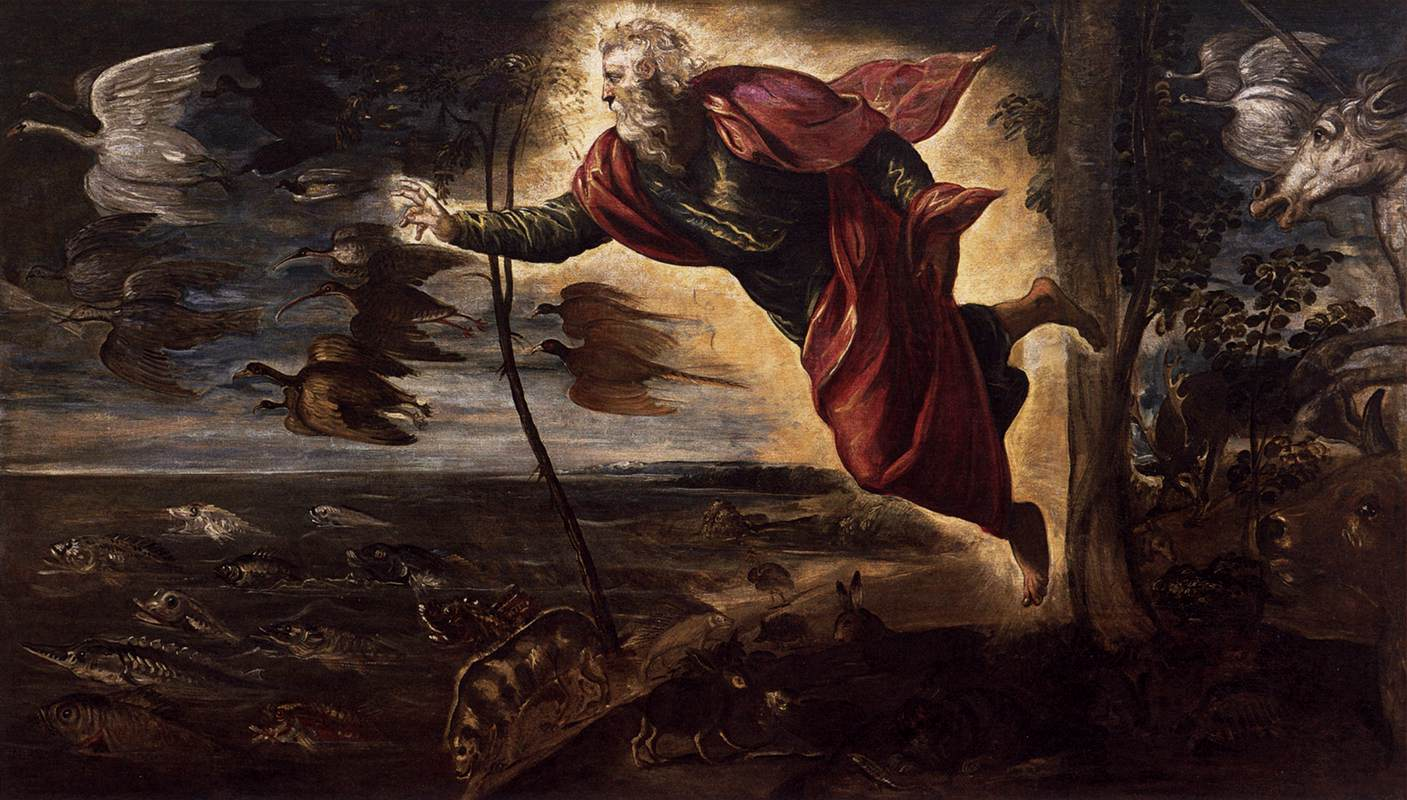
Я. Тинторетто. Сотворение животных. Ок. 1551. Венеция, Галерея Академии.

#### Дю Бартас и Тассо
Остается  неясным, мог ли Дю Бартас учитывать воззрения Торквато Тассо на эпическую поэму, высказанные им в «Рассуждениях об эпической поэзии» (опубликованных в 1587 году, но написанных значительно раньше). С другой стороны, не исключено, что опыт «Седмицы» учитывал Тассо при написании своей созданной незадолго до кончины поэмы «Сотворённый мир». Тассо работал над «Сотворённым миром» в 1591-1594 годах; туринская «пиратская» версия «Седмицы», очень популярная в Италии, могла быть ему известна (к тому же в 1592 году в Туре, а годом позже в Венеции вышел итальянский перевод книги Дю Бартаса).